# Ri Kwang-chon
Ri Kwang-chon (* 4. September 1985 in Namp’o) ist ein ehemaliger nordkoreanischer Fußballspieler.

## Karriere
Ri trat international zunächst als Spieler der Sportgruppe 25. April in Erscheinung, dem Klub der Koreanischen Volksarmee. Gegen Ende seiner Karriere spielte er auch in Thailand bei Muangthong United und Pattaya United.
Der Abwehrspieler gehörte bereits 2004/05 zu den Stammspielern der nordkoreanischen Nationalmannschaft und kam in der Qualifikation für die Weltmeisterschaft 2006 zu zehn Einsätzen. Bei Ostasienmeisterschaften gehörte Ri mehrfach zu Aufgeboten, 2005 bestritt er die Qualifikationsrunde, 2008 gehörte er zum Endrundenaufgebot. Bei der Ostasienmeisterschaft 2010 verfehlte er mit dem Team überraschend die Finalrunde, wurde aber als bester Verteidiger der 2. Runde ausgezeichnet. 2007 stand er mehrfach für die nordkoreanische U-23-Auswahl in der Qualifikation für die Olympischen Spiele 2008 auf dem Platz, scheiterte mit dem Team aber in der letzten Qualifikationsrunde.
In der erfolgreichen Qualifikation für die WM 2010 bildete Ri gemeinsam mit Ri Jun-il, Pak Nam-chol und Cha Jong-hyok die Abwehrreihe, die in den 14 Partien der 2. und 3. Qualifikationsrunde 10-mal ohne Gegentreffer blieb und damit den Grundstein für den Erfolg legte. Auch bei der WM-Endrunde in Südafrika, die für Nordkorea nach der Vorrunde endete, war er Stammspieler.
2011 nahm er an der Asienmeisterschaft in Katar teil, bei der Nordkorea ebenfalls nach der Vorrunde aus dem Turnier ausschied. Mehr Erfolg war Nordkorea ein Jahr später beim AFC Challenge Cup beschieden, den die Mannschaft durch einen 2:1-Sieg im Finale gegen Turkmenistan gewinnen konnte. Für Ri war dies der letzte dokumentierte Auftritt im Nationaldress.